# Kakmum

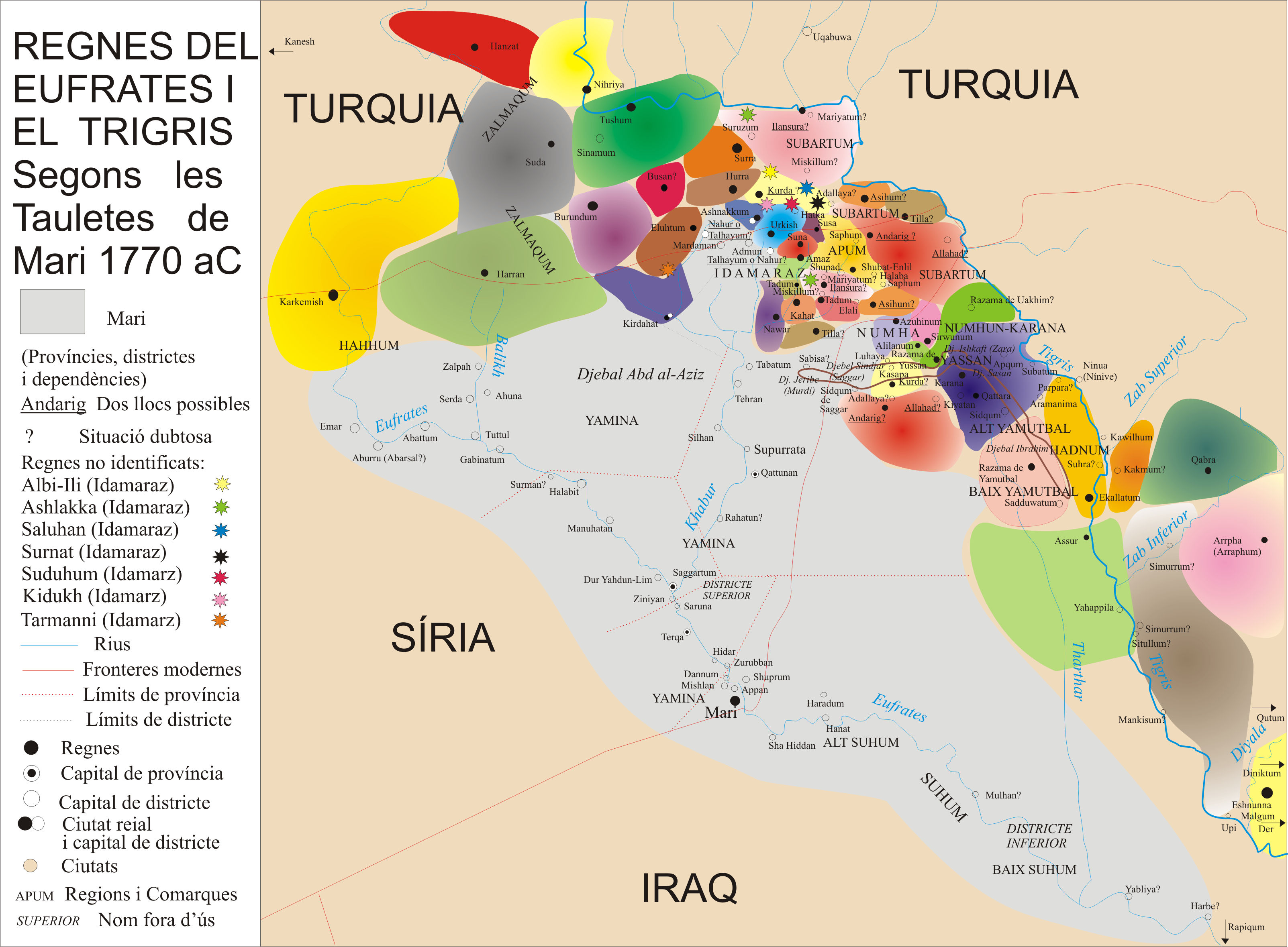
Mapa

Kakmun fou una ciutat estat de Mesopotàmia, a l'esquerra del Tigris en un lloc no identificat, que existia al segle xviii aC. L'esmenten les tauletes de Mari que tot i que no no li donen estrictament la qualificació de ciutat reial, si que ho deixen entendre.
Un personatge anomenat Gurgurrum, que seria el rei o el cap militar de la ciutat de Kakmum, és anomenat com vencedor d'Ardigandi, el rei de Qabra, al front del seu exèrcit format per uns 500 homes.